# Sigurd Rahmqvist (militär)
Carl Anders Sigurd Rahmqvist, född den 11 januari 1887 i Kärnbo församling, Södermanland, död den 5 september 1974, var en svensk officer (generalmajor).

## Biografi
Rahmqvist avlade officersexamen 31 december 1907 och blev då underlöjtnant vid Fortifikationen, major blev han 1930. År 1934 erhöll Rahmqvist befordran till överstelöjtnant och tillträdde befattningen som kårchef för Göta ingenjörkår (Ing 2), vilket han förblev till 1937.
Från 1938 innehade han posten som fortifikationsbefälhavare i Bodens fästning. År 1941 erhöll han befordran till överste och var sedan till 1946, som generalmajor från 1945, inspektör för ingenjörstrupperna. Sigurd Rahmqvist erhöll avsked 1946.
Rahmqvist invaldes 1930 som ledamot av Kungliga Krigsvetenskapsakademien. han blev riddare av Vasaorden 1926 och av Svärdsorden 1928, kommendör av andra klassen av sistnämnda orden 1944 och kommendör av första klassen 1946.
Rahmqvist var son till slottsbyggmästaren August Rahmqvist och dennes hustru Rosalie Fagerström. Han var far till Tore Rahmqvist. Sigurd Rahmqvist är begravd på Norra begravningsplatsen utanför Stockholm.